# Snowboard nos Jogos Olímpicos de Inverno de 2002 - Halfpipe masculino
A competição do halfpipe masculino do snowboard nos Jogos Olímpicos de Inverno de 2002 ocorreu no dia 11 de fevereiro de 2002 na Park City Mountain Resort, em Park City.

## Medalhistas
| Ouro   | USA Ross Powers   |
| Prata  | USA Danny Kass    |
| Bronze | USA Jarret Thomas |

## Resultados

### Qualificação
| Pos. | Atleta                      | 1ª descida | 2ª descida | Notas |
| ---- | --------------------------- | ---------- | ---------- | ----- |
| 1    | FIN Heikki Sorsa            | 44.2       | —          | Q     |
| 2    | USA Tommy Czeschin          | 41.8       | —          | Q     |
| 3    | NOR Daniel Franck           | 39.9       | —          | Q     |
| 4    | ITA Giacomo Kratter         | 39.8       | —          | Q     |
| 5    | GER Jan Michaelis           | 39.7       | —          | Q     |
| 6    | JPN Takaharu Nakai          | 38.3       | —          | Q     |
| 7    | USA Jarret Thomas           | 19.7       | 43.5       | Q     |
| 8    | USA Danny Kass              | 36.7       | 42.7       | Q     |
| 9    | USA Ross Powers             | 33.9       | 42.1       | Q     |
| 10   | FIN Markku Koski            | 36.9       | 41.3       | Q     |
| 11   | CAN Trevor Andrew           | 10.8       | 39.4       | Q     |
| 12   | SWE Magnus Sterner          | 32.0       | 39.1       | Q     |
| 13   | SUI Therry Brunner          | 36.0       | 37.7       |       |
| 14   | NOR Kim Christiansen        | 23.3       | 37.0       |       |
| 15   | SUI Marcel Hirtz            | 23.8       | 35.9       |       |
| 16   | FIN Risto Mattila           | 35.7       | 34.3       |       |
| 17   | POL Marek Sasiadek          | 18.8       | 34.0       |       |
| 18   | SUI Gian Simmen             | 34.8       | 33.5       |       |
| 19   | JPN Daisuke Murakami        | 19.4       | 32.7       |       |
| 20   | GER Xaver Hoffmann          | 32.3       | 32.6       |       |
| 21   | FRA Sebastien Vassoney      | 13.5       | 32.1       |       |
| 22   | CAN Brett Carpentier        | 29.7       | 31.6       |       |
| 23   | ESP Iker Fernandez          | 31.0       | 31.1       |       |
| 24   | SWE Stefan Karlsson         | 29.8       | 30.4       |       |
| 25   | SWE Tomas Johansson         | 32.1       | 30.1       |       |
| 26   | CAN Daniel Migneault        | 19.2       | 28.7       |       |
| 27   | CAN Mike Michalchuk         | 34.8       | 28.6       |       |
| 28   | FRA Jonathan Collomb-Patton | 23.9       | 28.5       |       |
| 29   | JPN Kentaro Miyawaki        | 13.6       | 27.0       |       |
| 30   | FIN Tuomo Ojala             | 28.2       | 23.3       |       |
| 31   | NOR Halvor Skramstad Lunn   | 30.0       | 21.7       |       |
| 32   | GER Daniel Tyrkas           | 22.5       | 21.4       |       |
| 33   | FRA Mathieu Justafre        | 16.0       | 12.2       |       |
| —    | NOR Espen Arvesen           | DNS        | DNS        |       |

### Final
| Pos.              | Atleta              | 1ª descida | 2ª descida | Melhor |
| ----------------- | ------------------- | ---------- | ---------- | ------ |
| Medalha de ouro   | USA Ross Powers     | 46.1       | 32.0       | 46.1   |
| Medalha de prata  | USA Danny Kass      | 42.5       | 41.5       | 42.5   |
| Medalha de bronze | USA Jarret Thomas   | 33.2       | 42.1       | 42.1   |
| 4                 | ITA Giacomo Kratter | 34.9       | 42.0       | 42.0   |
| 5                 | JPN Takaharu Nakai  | 38.3       | 40.7       | 40.7   |
| 6                 | USA Tommy Czeschin  | 40.6       | 40.5       | 40.6   |
| 7                 | FIN Heikki Sorsa    | 36.8       | 40.4       | 40.4   |
| 8                 | FIN Markku Koski    | 39.0       | 25.4       | 39.0   |
| 9                 | CAN Trevor Andrew   | 30.3       | 38.6       | 38.6   |
| 10                | NOR Daniel Franck   | 29.2       | 37.4       | 37.4   |
| 11                | SWE Magnus Sterner  | 36.6       | 17.9       | 36.6   |
| 12                | GER Jan Michaelis   | DNS        | 0.2        | 0.2    |

Legenda
| Recorde mundial      | Recorde mundial (World record)               |                       | Recorde africano                      | Recorde africano (African) |                                           | Q | Classificado por posição (Qualified) |
| Recorde olímpico     | Recorde olímpico (Olympic record)            | Recorde da América    | Recorde da América (Americas)         | q                          | Classificado por melhor tempo (Qualified) |   |                                      |
| Melhor marca do ano  | Melhor marca do ano (World leading)          | Recorde asiático      | Recorde asiático (Asian)              | DNS                        | Não largou (Did not start)                |   |                                      |
| Recorde nacional     | Recorde nacional (National record)           | Recorde europeu       | Recorde europeu (European)            | DNF                        | Não terminou (Did not finish)             |   |                                      |
| Recorde pessoal      | Recorde pessoal do atleta (Personal best)    | Recorde da Oceania    | Recorde da Oceania (Oceania)          | DSQ / DQ                   | Desclassificado (Disqualified)            |   |                                      |
| Recorde da temporada | Recorde da temporada do atleta (Season best) | Recorde sul-americano | Recorde sul-americano (South America) | NM                         | Sem marca (No mark)                       |   |                                      |